# Phillipines
Phillipines es una localidad de Trinidad y Tobago, que forma parte de la región de Penal-Debe.

## Geografía
La localidad abarca parte de la isla Trinidad y limita al norte con Esperance Village, al sur con Wellington, al este con Diamond y Monkey Town y al oeste con Palmiste y Hermitage Village.

## Demografía
Datos demográficos de la localidad de Phillipines:
| Gráfica de evolución demográfica de Phillipines entre 2000 y 2011 |
|                                                                   |